# Station Hajnówka Placówka
Station Hajnówka Placówka was een halte van een smalspoorlijn in de Poolse plaats Hajnówka.